# Liste der Baudenkmäler in Trebgast
Auf dieser Seite sind die Baudenkmäler in der oberfränkischen Gemeinde Trebgast zusammengestellt. Diese Tabelle ist eine Teilliste der Liste der Baudenkmäler in Bayern. Grundlage ist die Bayerische Denkmalliste, die auf Basis des Bayerischen Denkmalschutzgesetzes vom 1. Oktober 1973 erstmals erstellt wurde und seither durch das Bayerische Landesamt für Denkmalpflege geführt wird. Die folgenden Angaben ersetzen nicht die rechtsverbindliche Auskunft der Denkmalschutzbehörde.
 Diese Liste gibt den Fortschreibungsstand vom 19. August 2014 wieder und enthält 35 Baudenkmäler.

## Baudenkmäler nach Ortsteilen

### Trebgast
| Lage                                                                                                   | Objekt                                                                          | Beschreibung | Akten-Nr.     | Bild                                                   |
| --- | ------------------------------------------------------------------------------- | --- | ------------- | ------------------------------------------------------ |
| Bahnhofstraße 16 (Standort)                                                                            | Villa                                                                           | Eingeschossiger Mansardwalmdachbau, barockisierender Heimatstil, 1918 und 1928, Gartenpavillon, oktogonale Laube mit Glockendach, 1918 | D-4-77-158-37 | Villa                                                  |
| Bergstraße 14 (Standort)                                                                               | Wohnhaus                                                                        | Eingeschossiges Eckhaus über hohem Kellergeschoss, mit geohrten Fensterrahmungen, Satteldach und Zwerchhaus, 1775 | D-4-77-158-1  | Wohnhaus                                               |
| Bergstraße 15 (Standort)                                                                               | Ehemaliges Schloss, dann Forsthaus                                              | Eingeschossiger Walmdachbau über hohem Kellergeschoss, bezeichnet „1740“ Zwei Torpfeiler, 18. Jahrhundert | D-4-77-158-2  | Ehemaliges Schloss, dann Forsthaus                     |
| Nähe Bergstraße (Standort)                                                                             | Friedhof mit niedriger Ummauerung                                               | Bezeichnet „1830“, mit Grabdenkmälern | D-4-77-158-3  | Friedhof mit niedriger Ummauerung                      |
| Berliner Straße 6 (Standort)                                                                           | Wohnstallhaus                                                                   | Zweigeschossiger Traufseitbau mit Obergeschoss in Riegelfachwerk und Satteldach, bezeichnet „1814“ | D-4-77-158-4  | Wohnstallhaus                                          |
| Kirchplatz 1 (Standort)                                                                                | Rochuskapelle, ehemaliges Beinhaus                                              | Vermutlich erstes Viertel 16. Jahrhundert, zweigeschossiger Satteldachbau mit Sandsteinquadererdgeschoss und vorkragendem Obergeschoss mit Fachwerk, Wohnungseinbau im Ostteil der Kapelle bezeichnet „1725“; mit Ausstattung                                                         | D-4-77-158-7  | Rochuskapelle, ehemaliges Beinhaus                     |
| Kirchplatz 2 (Standort)                                                                                | Wohnhaus                                                                        | Zweigeschossiger Traufseitbau, Sandsteinquaderbau, Obergeschoss teils in Fachwerk, im Kern wohl 16./17. Jahrhundert, Erneuerung bezeichnet „1806“ Nebengebäude, eingeschossiger Giebelbau über hohem Kellergeschoss, wohl 19. Jahrhundert                                             | D-4-77-158-9  | Wohnhaus                                               |
| Kirchplatz 3 (Standort)                                                                                | Evangelisch-lutherisches Pfarrhaus                                              | Zweigeschossiger gegliederter Sandsteinquaderbau mit hohem Kellergeschoss und Walmdach, bezeichnet „1730“ | D-4-77-158-10 | Evangelisch-lutherisches Pfarrhaus                     |
| Kirchplatz 3 (Standort)                                                                                | Ehemalige Pfarrscheune                                                          | Holz, Satteldach, bezeichnet „1816“ | D-4-77-158-8  | Ehemalige Pfarrscheune                                 |
| Kirchplatz 4 (Standort)                                                                                | Evangelisch-lutherische Pfarrkirche St. Johannes der Täufer, ehemals St. Lorenz | Saalkirche mit Chorturm, 1742/44 von Johann Matthäus Gräf, über älterem Kern; mit Ausstattung | D-4-77-158-5  | weitere Bilder                                         |
| Kirchplatz 4 (Standort)                                                                                | Kirchhof mit Resten der ehemaligen Befestigung                                  | Wohl zweite Hälfte 15. Jahrhundert; Torbau, bezeichnet „1604“ Pforte, 16./17. Jahrhundert Mit Grabdenkmälern | D-4-77-158-6  | Kirchhof mit Resten der ehemaligen Befestigung         |
| Kirchplatz 6 (Standort)                                                                                | Evangelisch-lutherisches Kantorat                                               | Zweigeschossiger Halbwalmdachbau mit Riegelfachwerk über hohem Kellergeschoss, Erdgeschoss wohl 17. Jahrhundert, darüber 19. Jahrhundert | D-4-77-158-11 | Evangelisch-lutherisches Kantorat                      |
| Kulmbacher Straße 2 (Standort)                                                                         | Ehemaliges Wohnstallhaus                                                        | Zweigeschossiger Sandsteinquaderbau mit Halbwalmdach, bezeichnet „1840“, im Kern älter | D-4-77-158-12 | Ehemaliges Wohnstallhaus                               |
| Kulmbacher Straße 10 (Standort)                                                                        | Wohnstallhaus                                                                   | Zweigeschossiger Giebelbau mit Sandsteingliederung, bezeichnet „1767“, Erneuerung frühes 19. Jahrhundert | D-4-77-158-13 | Wohnstallhaus                                          |
| Kulmbacher Straße 11 (Standort)                                                                        | Ehemaliges markgräfliches Wildmeisterhaus                                       | Zweigeschossiger Sandsteinquaderbau unter Walmdach, bezeichnet „1762“ | D-4-77-158-14 | Ehemaliges markgräfliches Wildmeisterhaus              |
| Kulmbacher Straße 21, Aufgang von der Staatsstraße zur evangelisch-lutherischen Pfarrkirche (Standort) | Treppenanlage                                                                   | Mit 141 Sandsteinstufen, mehreren Läufen und Podesten, wohl 18. Jahrhundert | D-4-77-158-18 | Treppenanlage                                          |
| Kulmbacher Straße 32 (Standort)                                                                        | Bauernhof mit bürgerlichem Neurenaissance-Wohnhaus                              | Zweigeschossiger Giebelbau, bezeichnet „1899“ und zugehöriges Nebengebäude, eingeschossiger Satteldachbau, 18./19. Jahrhundert | D-4-77-158-15 | weitere Bilder                                         |
| Kulmbacher Straße 34 (Standort)                                                                        | Bauinschrift                                                                    | Bezeichnet „1627“, rückwärtig eingemauert | D-4-77-158-16 | Bauinschrift                                           |
| Lindauer Straße 4 (Standort)                                                                           | Ehemaliges erstes Haus des markgräflichen Wildmeisters                          | Zweigeschossiger Satteldachbau mit hohem Kellergeschoss, bezeichnet „1722“, mit rückwärtigen neugotischen Anbauten, um 1900 | D-4-77-158-17 | Ehemaliges erstes Haus des markgräflichen Wildmeisters |
| Schulstraße 15/17 (Standort)                                                                           | Mühle                                                                           | Mehrteilige Anlage, bestehend aus zweigeschossigem Schopfwalmdachbau, wohl um 1900, mit angebautem eingeschossigen Satteldachbau, 18. Jahrhundert Wohnstallhaus, Sandsteinquaderbau, Satteldach, 18. Jahrhundert Wohnstallhaus mit Fachwerkgiebel, Satteldach, frühes 19. Jahrhundert | D-4-77-158-36 | Mühle                                                  |

### Feuln
| Lage                                | Objekt                      | Beschreibung | Akten-Nr.     | Bild                        |
| ----------------------------------- | --------------------------- | --- | ------------- | --------------------------- |
| Feuln 2 (Standort)                  | Wohnstallhaus               | Eingeschossiger Sandsteinquaderbau unter Satteldach, mit Stützmauer und gepflastertem Zugang, über Türsturz Figur eines Hundes, bezeichnet „1883“ Zugehöriges Nebengebäude, zweigeschossiger Satteldachbau, 18./19. Jahrhundert | D-4-77-158-19 | Wohnstallhaus               |
| Feuln 3 (Standort)                  | Wohnstallhaus               | Eingeschossiger Sandsteinquaderbau unter Satteldach, Türrahmung bezeichnet „1843“ Zugehöriges Nebengebäude, zweigeschossiger Giebelbau, zweite Hälfte 19. Jahrhundert                                                           | D-4-77-158-20 | Wohnstallhaus               |
| Feuln 11 (Standort)                 | Kastenbau                   | Langgestreckter eingeschossiger Satteldachbau, Sandsteinerdgeschoss, 18./19. Jahrhundert | D-4-77-158-21 | Kastenbau                   |
| Feuln 14 (Standort)                 | Wohnstallhaus               | Eingeschossiger Satteldachbau mit stattlichem Fachwerkgiebel, 18./19. Jahrhundert Zugehöriger Hühnerstall, Frackdachbau, wohl 19. Jahrhundert Taubenkobel, bezeichnet „1870“                                                    | D-4-77-158-22 | Wohnstallhaus               |
| Am südlichen Ortsausgang (Standort) | Brücke über den Weißen Main | Sandsteinquaderbau, zweijochig, bezeichnet „1841“ | D-4-77-158-23 | Brücke über den Weißen Main |

### Lindau
| Lage                    | Objekt                         | Beschreibung | Akten-Nr.     | Bild                           |
| ----------------------- | ------------------------------ | --- | ------------- | ------------------------------ |
| Lindau 21 (Standort)    | Wohnstallhaus                  | Eingeschossiger Sandsteinquaderbau, Satteldach, bezeichnet „1799“ | D-4-77-158-24 | Wohnstallhaus                  |
| Lindau 26/34 (Standort) | Wohnstallhaus mit Scheunenteil | Eingeschossiger Satteldachbau mit Sandsteinquadererdgeschoss und Zwerchhaus, bezeichnet „1845“ Lindau 34 ehemals unter der Nummern D-4-77-158-26 separat aufgeführt mit der Beschreibung: Eingeschossiger Sandsteinquaderbau, 1741, Erweiterung von 1822 | D-4-77-158-25 | Wohnstallhaus mit Scheunenteil |
| Lindau 36 (Standort)    | Türrahmung                     | Sandstein, bezeichnet „1848“ | D-4-77-158-27 | Türrahmung                     |
| Lindau 38 (Standort)    | Türrahmung                     | Sandstein, bezeichnet „1791“ | D-4-77-158-28 | Türrahmung                     |

### Tauschthal
| Lage                    | Objekt   | Beschreibung | Akten-Nr.     | Bild     |
| ----------------------- | -------- | --- | ------------- | -------- |
| Tauschthal 1 (Standort) | Scheunen | Zwei eingeschossige Satteldachbauten, in teiluntermauerten Blockbauteilen, die westliche Scheune bezeichnet „1728“ | D-4-77-158-29 | Scheunen |

### Waizendorf
| Lage                                            | Objekt                      | Beschreibung | Akten-Nr.     | Bild                        |
| ----------------------------------------------- | --------------------------- | --- | ------------- | --------------------------- |
| Waizendorf 1 (Standort)                         | Vierseithof                 | Wohnstallhaus, zweigeschossiger Satteldachbau, Erdgeschoss in Sandstein, bezeichnet 1794, Fachwerkobergeschoss wohl erste Hälfte 19. Jahrhundert Stallbau auf hakenförmigem Grundriss, zweigeschossiger Satteldachbau mit Riegelfachwerk, bezeichnet „1855“ Nebengebäude, eingeschossiger Giebelbau, wohl 19. Jahrhundert | D-4-77-158-30 | Vierseithof                 |
| Waizendorf 6 (Standort)                         | Wohnstallhaus               | Zweigeschossiger Sandsteinquaderbau unter Satteldach, bezeichnet „1856“ | D-4-77-158-31 | Wohnstallhaus               |
| Waizendorf 11 (Standort)                        | Wohnstallhaus               | Dreiflügeliger zweigeschossiger Satteldachbau, Erdgeschoss Sandsteinquaderbau, Obergeschoss Fachwerk, 18./19. Jahrhundert | D-4-77-158-32 | Wohnstallhaus               |
| Waizendorf 16 (Standort)                        | Taubenhaus                  | Flechtwerk mit reicher Bedachung, bezeichnet „1910“ | D-4-77-158-35 | Taubenhaus                  |
| östlich im Zug der Straße nach Feuln (Standort) | Brücke über den Weißen Main | Quaderbrücke mit weitem Bogen, wohl um 1800 | D-4-77-158-34 | Brücke über den Weißen Main |